# Subcancilla erythrogramma
Subcancilla erythrogramma är en snäckart som först beskrevs av John Read le Brockton Tomlin 1931.  Subcancilla erythrogramma ingår i släktet Subcancilla och familjen Mitridae. Inga underarter finns listade i Catalogue of Life.